# ووسخود (شهرستان بلوکاتایسکی، باشقیرستان)
ووسخود (به لاتین: Voskhod) یک منطقهٔ مسکونی در روسیه است که در باشقیرستان واقع شده‌است.